# Vĩ tuyến 80 Bắc
Vĩ tuyến 80 Bắc là một vĩ tuyến có vĩ độ bằng 80 độ tại phía Bắc mặt phẳng xích đạo của Trái Đất, thuộc vùng Bắc cực. Vĩ tuyến này đi qua Đại Tây Dương, Châu Âu, Châu Á, Bắc Băng Dương và Bắc Mỹ.

## Địa lý
Bắt đầu từ kinh tuyến gốc và đi về phía Đông, vĩ tuyến 80° Bắc đi qua:
| Tọa độ                           | Quốc gia, vùng lãnh thổ hoặc biển | Ghi chú                                                                                                 |
| -------------------------------- | --------------------------------- | --- |
| 80°0′B 0°0′Đ / 80°B 0°Đ          | Đại Tây Dương                     | Biển Greenland                                                                                          |
| 80°0′B 15°58′Đ / 80°B 15,967°Đ   | Na Uy                             | Svalbard - đảo của Spitsbergen                                                                          |
| 80°0′B 16°33′Đ / 80°B 16,55°Đ    | Đại Tây Dương                     | Biển Greenland                                                                                          |
| 80°0′B 18°38′Đ / 80°B 18,633°Đ   | Na Uy                             | Svalbard -đảo của Nordaustlandet                                                                        |
| 80°0′B 27°10′Đ / 80°B 27,167°Đ   | Biển Barents                      | Đi qua phía Nam của đảo của Storøya và Kvitøya, Svalbard, Na Uy · Đi qua phía Nam của Đảo Victoria, Nga |
| 80°0′B 50°34′Đ / 80°B 50,567°Đ   | Nga                               | Zemlya Frantsa-Iosifa - Đảo Northbrook                                                                  |
| 80°0′B 51°12′Đ / 80°B 51,2°Đ     | Biển Barents                      | |
| 80°0′B 58°47′Đ / 80°B 58,783°Đ   | Nga                               | Zemlya Frantsa-Iosifa - Đảo Salm                                                                        |
| 80°0′B 60°0′Đ / 80°B 60°Đ        | Biển Barents                      | |
| 80°0′B 66°13′Đ / 80°B 66,217°Đ   | Biển Kara                         | |
| 80°0′B 91°18′Đ / 80°B 91,3°Đ     | Nga                               | Severnaya Zemlya - Đảo Tiền Phong và Matusevich Fjord, Đảo Cách mạng Tháng Mười                         |
| 80°0′B 99°20′Đ / 80°B 99,333°Đ   | Biển Laptev                       | |
| 80°0′B 105°40′Đ / 80°B 105,667°Đ | Bắc Băng Dương                    | |
| 80°0′B 100°9′T / 80°B 100,15°T   | Canada                            | Nunavut - Đảo Meighen                                                                                   |
| 80°0′B 98°45′T / 80°B 98,75°T    | Sverdrup Channel                  | |
| 80°0′B 96°37′T / 80°B 96,617°T   | Canada                            | Nunavut - Đảo Axel Heiberg                                                                              |
| 80°0′B 87°9′T / 80°B 87,15°T     | Eureka Sound                      | |
| 80°0′B 86°12′T / 80°B 86,2°T     | Canada                            | Nunavut - Fosheim Peninsula, Đảo Ellesmere                                                              |
| 80°0′B 82°44′T / 80°B 82,733°T   | Cañon Fiord                       | |
| 80°0′B 82°1′T / 80°B 82,017°T    | Canada                            | Nunavut - Đảo Ellesmere                                                                                 |
| 80°0′B 70°40′T / 80°B 70,667°T   | Eo biển Nares                     | |
| 80°0′B 65°2′T / 80°B 65,033°T    | Greenland                         | Cape Clay                                                                                               |
| 80°0′B 17°14′T / 80°B 17,233°T   | Greenland                         | Đảo Hovgaard                                                                                            |
| 80°0′B 17°9′T / 80°B 17,15°T     | Đại Tây Dương                     | Biển Greenland                                                                                          |